# Dominique Georges Dufour de Pradt

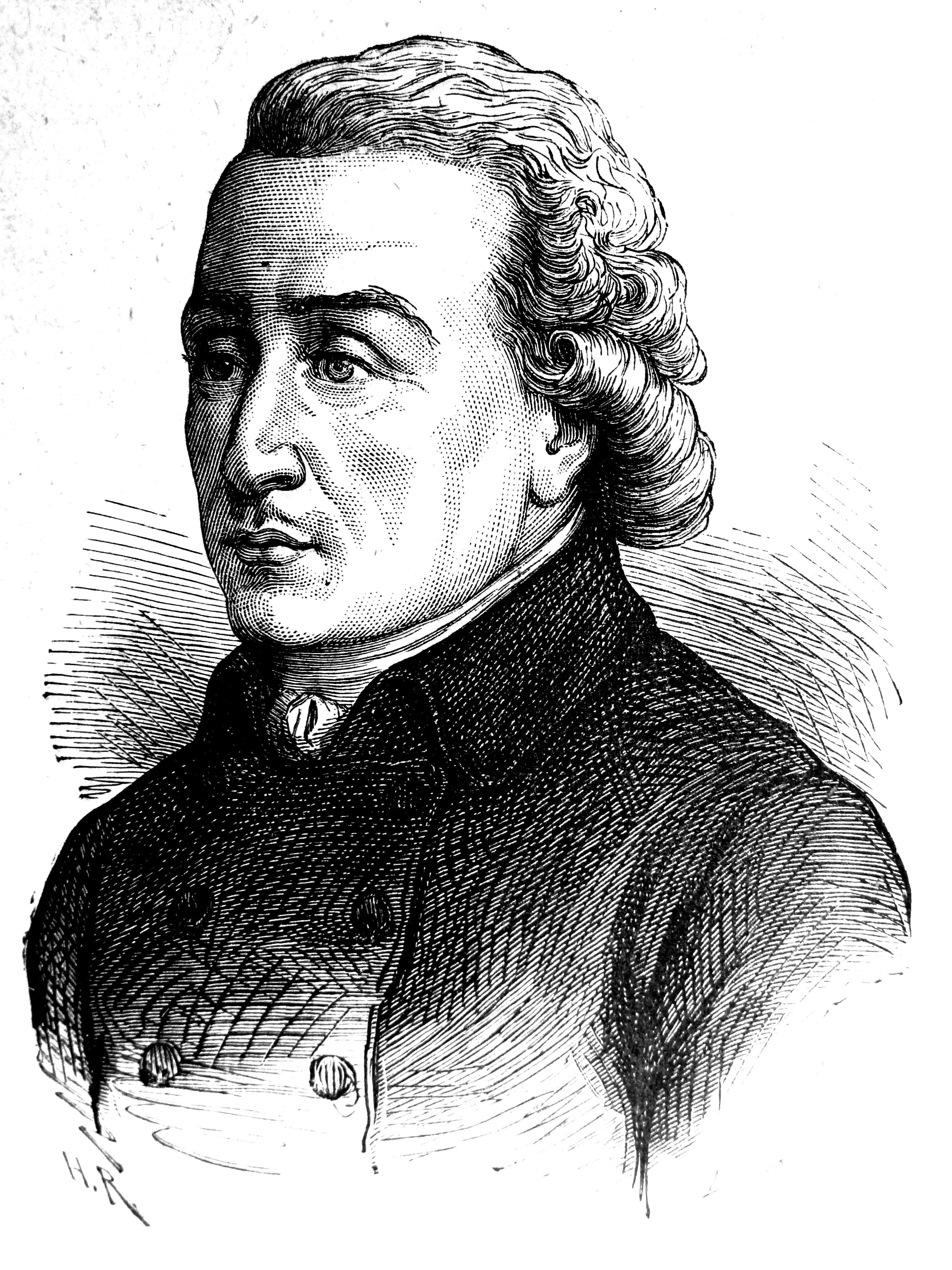
Dominique Georges Dufour de Pradt.

Dominique-Georges-Frédéric Dufour de Pradt (Allanche, 23 de abril de 1759 - París, 18 de marzo de 1837) fue un prelado, diplomático y publicista francés.

## Biografía
Era gran vicario en Rúan cuando estalló la Revolución francesa. Diputado de los Estados Generales, tomó el partido de la Corte y emigró en 1791; regresó en 1801, y, gracias a Duroc, su pariente, fue sucesivamente limosnero del emperador, barón, obispo de Poitiers y Arzobispo de Malinas. Encargado de algunas negociaciones en España, contribuyó a engañar a Carlos IV y fue nombrado en 1812 embajador en Varsovia; pero cumplió muy mal esta última misión y cuando hubo terminado la campaña de Moscú se volvió a su diócesis.
Desde entonces se convirtió en enemigo encarnizado de Napoleón, y fue de los primeros que se declararon contrarios suyos cuando los aliados entraron en París. No fue con menos frialdad recibido de los Borbones, y se vio obligado a renunciar a su arzobispado, porque no había sido nombrado por el Papa. En 1827 fue elegido diputado por el Puy-de-Dome. Escribió: Historia de la embajada en el gran ducado de Varsovia en 1812; los Cuatro concordatos, etc.
La lectura de dos de sus obras, relativas a asuntos diplomáticos americanos, fue prohibida por la Congregación del Índice de la Santa Sede: Concordat de l'Amérique avec Rome (prohibido en 1827) y Congrès de Panama (prohibido en 1828).
- Datos: Q202386
- Multimedia: Dominique Dufour de Pradt / Q202386